# Loonruimte
Loonruimte is de marge waarbinnen een loonstijging kan besproken worden. Het is dus de ruimte tussen de huidige lonen en de maximumlonen die kunnen onderhandeld worden. De loonruimte wordt meestal uitgedrukt in procenten. Anders gezegd: De loonruimte geeft aan hoeveel het loon maximaal mag stijgen. Loonruimte is een veel besproken item tussen de vakbond en de werkgever of tussen de sociale partners.
De loonruimte wordt bepaald door diverse factoren. Het basisidee is steeds dat de loonruimte niet hoger mag zijn dan de inflatie en de verhoogde productiviteitsstijging van de arbeid. Er wordt eveneens gekeken naar de concurrentiepositie van de sector, de regio of het bedrijf waarover er onderhandeld wordt. Binnen zo'n loononderhandeling zullen de werkgevers steeds de loonstijging proberen te beperken terwijl de werknemers een maximale loonstijging willen bekomen. Vaak wordt er in deze onderhandelingen ook andere arbeidsvoorwaarden besproken zodat de hoogte van het loon niet het enige item is.
De loonruimte wordt steeds op voorhand afgesproken, vaak gaat de overheid hierin bepalend zijn.
Sociaal overleg · Collectieve arbeidsovereenkomst (CAO) · Interprofessioneel akkoord (IPA)
Nationale Arbeidsraad (NAR) · Centrale Raad voor het Bedrijfsleven (CRB) · Hoge Raad voor Preventie en Bescherming op het Werk (HRPBW) · Groep van Tien